# Bernhard Schmeidler
Bernhard Schmeidler (* 6. August 1879 in Berlin; † 28. Mai 1959 in München) war ein deutscher Historiker und Diplomatiker.
Bernhard Schmeidler studierte Geschichte in Berlin und Freiburg und war Schüler von Paul Scheffer-Boichorst. Schmeidler promovierte 1902 bei Michael Tangl und war von 1904 bis 1920 Mitarbeiter der Monumenta Germaniae Historica. 1909 erfolgte in Leipzig seine Habilitation mit der Arbeit Italienische Geschichtsschreiber im 12. und 13. Jahrhundert. Von 1909 bis 1916 lehrte er als Privatdozent und von 1916 bis 1921 als außerplanmäßiger Professor für Mittlere und Neuere Geschichte an der Universität Leipzig. Von 1921 lehrte er als außerordentlicher und seit 1926 als ordentlicher Professor bis zu seiner Emeritierung im Jahre 1936 in Erlangen. Schmeidler wurde wegen einer Kritik an einer Hitler-Rede während einer Vorlesung vorzeitig in den Ruhestand versetzt. Von 1954 bis 1959 war er korrespondierendes Mitglied der Monumenta. 
Von Bernhard Schmeidler stammen die Monumenta-Ausgaben von Helmolds Slavenchronik (1909, mit neuer Einleitung und Registern 1937), Adams Hamburgischer Kirchengeschichte (1917) und der Annalen des Tholomeus von Lucca (1930). Er veröffentlichte außerdem Studien zur Geschichtsschreibung des Klosters Tegernsee vom 11. bis zum 16. Jahrhundert und seine Fränkischen Urkundenstudien. Im Wattenbach-Holtzmann Deutschlands Geschichtsquellen im Mittelalter behandelte er die Geschichtsquellen Sachsens und Thüringens im Zeitalter des Investiturstreites. In seinem Werk Das spätere Mittelalter fasste er seine Kenntnisse über die europäische Geschichte, aber auch der Geistes-, Kunst- und Wirtschaftsgeschichte zusammen.
Sein Sohn Felix Schmeidler war ein bekannter Astronom.

## Schriften
Monografien
- Studien zur Geschichtsschreibung des Klosters Tegernsee. Vom 11. bis zum 16. Jahrhundert (= Schriftenreihe zur bayerischen Landesgeschichte. Band 20). Scientia Verlag, Aalen 1974, ISBN 3-511-06520-8. (Neudruck der Ausgabe von 1935).
- Abt Ellinger von Tegernsee 1017–1026 und 1031–1041. Untersuchungen zu seinen Briefen und Gedichten im clm 19412 und zu den von ihm geschriebenen Handschriften (= Schriftenreihe zur bayerischen Landesgeschichte. Band 32). Scientia Verlag, Aalen 1974, ISBN 3-511-06532-1 (Nachdruck der Ausgabe München 1938).
- Kaiser Heinrich IV. und seine Helfer im Investiturstreit. Stilkritische und sachkritische Untersuchungen. Scientia Verlag, Aalen 1970, ISBN 3-511-00738-0 (Nachdruck der Ausgabe Leipzig 1927).
- Das spätere Mittelalter von der Mitte des 13. Jahrhunderts bis zur Reformation. Wissenschaftliche Buchgesellschaft, Darmstadt 1962 (Nachdruck der Ausgabe von 1937).

Herausgeberschaften und Editionen
- Helmolds Slavenchronik. 3. Auflage. Hahn, Hannover 1937.
- Die Annalen des Tholomeus von Lucca in doppelter Fassung. Monumenta Germaniae Historica, München 1984 (Unveränderter Nachdruck der Ausgabe Berlin, 1930)